# 1968 en arts plastiques
| Années des arts plastiques : 1965 - 1966 - 1967 - 1968 - 1969 - 1970 - 1971    |
| Décennies des arts plastiques : 1930 - 1940 - 1950 - 1960 - 1970 - 1980 - 1990 |

Cette page concerne l'année 1968 en arts plastiques.

## Naissances
- 29 mars : Charlotte Beaudry, peintre belge,
- 12 août : Pablo Rey, artiste peintre espagnol,
- 31 décembre : Claudio Romo, illustrateur chilien.
- Date précise non renseignée :
  - Jérôme Btesh, sculpteur plasticien français,
  - Eleng Luluan, artiste d'installation taïwanaise.

## Décès
- 12 janvier : Henri Pontoy, peintre français (° 5 février 1888),
- 19 janvier : Vladimir Serov, peintre russe puis soviétique (° 21 juillet 1910),
- 29 janvier :
  - Claude Bils, peintre, dessinateur et caricaturiste français (° 15 août 1883),
  - Tsugouharu Foujita, peintre français d'origine japonaise (° 27 novembre 1886),
- 4 février : Paul Geny, peintre français (° 6 juillet 1887),
- 11 février : Jacob Steinhardt, peintre expressionniste israélien d’origine allemande (° 23 mai 1887),
- 29 février : Charles Paris, peintre paysagiste français (° 9 septembre 1877),
- 3 mars : Jean Dulac, peintre et sculpteur français (° 12 février 1902),
- 16 mars : Valentine Hugo, peintre et illustratrice française  (° 16 mars 1887),
- 22 mars : Geo Dorival, affichiste, dessinateur et peintre français (° 5 novembre 1879),
- 26 mars : Walter Helbig, peintre, graphiste et sculpteur sur bois allemand et suisse (° 9 avril 1878),
- ? mars : Vladimir Barjansky, peintre et illustrateur d'origine russe (° 13 décembre 1892),
- 2 avril : Moses Levy, peintre et graveur italo-britannique (° 3 février 1885),
- 15 avril : Maurice Feuillet, peintre, dessinateur, illustrateur et journaliste français (° 18 juin 1873),
- 16 avril : Laurence Vail, romancier, poète, peintre et sculpteur français (° 28 janvier 1891),
- 26 avril : John Heartfield, photographe et peintre allemand (° 19 juin 1891),
- 9 mai : Luigi Corbellini, peintre italien (° 11 août 1901),
- 15 mai : Charles Rollier, peintre suisse et italien (° 27 septembre 1912),
- 18 mai : André Noufflard, peintre franco-italien (° 18 janvier 1908),
- 21 mai : Jacques Reverchon, peintre, graveur et illustrateur français (° 15 septembre 1927),
- 24 mai : Helen Dahm, peintre expressionniste suisse (° 21 mai 1878),
- 28 mai : Kees van Dongen, peintre français d'origine hollandaise (° 26 janvier 1877),
- 29 mai : Alice Cruppi, peintre et écrivain française (° 14 février 1887),
- 11 juin : Jean-Julien Lemordant, peintre français (° 28 juin 1878),
- 18 juin : Nína Tryggvadóttir, peintre islandaise (° 16 mars 1913),
- 29 juin : Antoine Chartres, peintre français (° 2 janvier 1903),
- 5 juillet : Maurice Baskine, peintre français (° 7 octobre 1901),
- 23 juillet : René Sautin, peintre français (° 12 octobre 1881),
- 26 juillet : Cemal Tollu, peintre turc (° 19 avril 1899),
- 7 août : Louis Süe, architecte, décorateur et peintre français (° 14 juillet 1875),
- 8 août : Ernesto García Cabral, caricaturiste, muraliste et illustrateur de livres d'alphabétisation mexicain (° 18 décembre 1890),
- 10 août : Maurice Drouart, sculpteur, décorateur, peintre, dessinateur, compositeur et poète français (° 17 novembre 1890),
- 12 août : Georges Leduc, dessinateur, illustrateur, peintre et réalisateur de films d'animation français (° 27 février 1906),
- 21 août : Jean Ève, peintre français († 6 octobre 1900),
- 25 août : Hélène Holzman, peintre allemande (° 30 août 1891),
- 31 août : Ezio Sclavi, joueur et entraîneur de football italien, reconvertit par la suite en tant que peintre (° 23 mars 1903),
- 2 septembre : André Girard, écrivain, résistant, peintre, illustrateur, caricaturiste et affichiste français (° 25 mai 1901),
- 3 septembre :
  - Sever Burada, peintre roumain impressionniste (° 14 janvier 1896),
  - Fritz Pauli, peintre suisse (° 7 mai 1891),
- 7 septembre : Lucio Fontana, peintre et sculpteur italien d'origine argentine (° 19 février 1899),
- 10 septembre : Maurice Sauvayre, peintre, graveur, illustrateur et dessinateur humoristique français (° 17 mars 1889),
- 12 septembre : Yvonne Mottet, peintre et lithographe française (° 6 janvier 1906),
- 2 octobre : Marcel Duchamp, artiste français naturalisé américain (° 28 juillet 1887),
- 8 octobre : Pierre Guastalla, peintre, illustrateur, graveur sur cuivre, xylographe et lithographe français (° 5 août 1891),
- 10 octobre : Nikifor Krynicki, peintre polonais (° 21 mai 1895),
- 12 octobre : Jean Marembert, peintre et illustrateur français (° 11 juillet 1900),
- 13 octobre : Roberto Montenegro, peintre, lithographe et scénographe mexicain (° 19 février 1887),
- 16 octobre : Lucien Haffen, peintre français (° 15 juin 1888),
- 28 octobre : Élie Lascaux, peintre naïf français (° 5 avril 1888),
- 31 octobre : Léopold Survage, peintre français (° 31 juillet 1879),
- 3 novembre : Étienne Le Rallic, dessinateur, illustrateur et auteur de bandes dessinées français (° 23 mai 1891),
- 4 novembre : Michel Kikoine, peintre français d'origine russe (° 31 mai 1892),
- 6 novembre : André Louis Mestrallet, peintre et antiquaire français (° 16 octobre 1874),
- 12 novembre : Jules Grandjouan, dessinateur, peintre, affichiste et syndicaliste révolutionnaire libertaire français (° 22 décembre 1875),
- 29 novembre : Albert Huyot, peintre français (° 8 juin 1872),
- 1er décembre : Léon Tutundjian, peintre français d'origine arménienne (° 15 mars 1906),
- 4 décembre : Jean d'Esparbès, peintre français (° 8 mars 1899),
- 8 décembre : Tommaso Cascella, peintre italien (° 24 mars 1890),
- 20 décembre : Edmond Chauvet, peintre et illustrateur français (° 29 janvier 1903),
- 21 décembre : Marcel Niquet, peintre français (° 12 avril 1889),
- ? :
  - Salomon Bernstein, peintre paysagiste français d'origine russe (° 11 février 1886),
  - Ettore Colla, peintre et sculpteur italien (° 16 avril 1896),
  - Raymond Dendeville, peintre, graveur et illustrateur français (° 4 mars 1901),
  - Anna Devaux-Raillon, peintre française (° 1891),
  - Yvonne Kleiss-Herzig, peintre française (° 28 mai 1895),
  - Giulio Vittini, peintre italien (° 5 janvier 1888),
  - Lucien Vogt, peintre et dessinateur américain (° 28 février 1891).